# Meriania grandidens
Meriania grandidens är en tvåhjärtbladig växtart som beskrevs av José Jéronimo Triana. Meriania grandidens ingår i släktet Meriania och familjen Melastomataceae.
Artens utbredningsområde är Colombia. Inga underarter finns listade i Catalogue of Life.